# 加賀井重宗
加賀井 重宗（かがのい しげむね、天文元年（1532年） - 文禄3年11月8日（1594年12月19日）、享年63歳）は、戦国時代から安土桃山時代にかけての武将である。通称は駿河守。加賀井重望の父にあたる。諱は「為宗」とも伝わる 。

## 人物
加賀井重宗は美濃国加賀井城の城主であった。天正12年（1584年）の小牧・長久手の戦いでは、織田信雄に属して羽柴秀吉と戦った。加賀井城はやがて落城したが、重宗は秀吉への降伏を潔しとせず、これを拒んだ。
加賀井氏は、もともと荻須氏を本姓とする説がある。その起源は、南朝の後村上天皇の皇子（諸説あり）である仁瑜（任瑜）法親王に仕えた坊官の末裔とされる。その当時、法親王は中島郡大須の真福寺（現・名古屋市）に居住し、所務を行っていたという。
重宗は文禄3年（1594年）11月8日に死去。子の重望はのちに水野忠重を斬ったことで知られる。